# Ana Dulce Félix
Ana Dulce Ferreira Félix, portugalska atletinja, * 23. oktober 1982, Guimarães, Portugalska.
Nastopila je na poletnih olimpijskih igrah v letih 2012 in 2016, dosegla je šestnajsto in enaindvajseto mesto v maratonu. Na evropskih prvenstvih je osvojila naslov prvakinje leta 2012 in podprvakinje leta 2016 v teku na 10000 m.